# Francesc Borràs Farràs
Francesc Borràs i Farràs (Balaguer, la Noguera, 1891-1969) va ser un pintor català, que va rebre la seva primera formació artística a Balaguer, de la mà de mossèn Nadal Puig. El 1907 es va presentar al concurs de pensionats artístics convocat per la Diputació de Lleida, obtenint la meitat de la dotació de la beca, ja que l'altra meitat es va concedir a Miquel Viladrich. Això no obstant, aquesta pensió li permeté viatjar a Barcelona i ingressar a l'escola de Llotja, i en anys posteriors, altres pensionats de l'administració provincial li permeteren viatjar a París, i l'any 1914 viatjà a Itàlia gràcies a una beca de la Diputació de Barcelona. L'any 1922, però, retornà —per quedar-s'hi— a la seva ciutat natal. Durant aquest primer període de la seva vida artística es va especialitzar en el conreu de la figura humana, escollint els seus models entre els tipus locals, principalment de classes més desfavorides.
Va pintar, amb un sentit de profunda religiositat, la imatge del Crist de Balaguer en nombroses ocasions, i es va especialitzar a reproduir les escenes de la vida quotidiana de Balaguer. Més tard es dedicaria a pintar bodegons, destacant alguns amb temàtica de vaixelles i teles blanques, on el pintor resol amb mestria el repte de trobar les més variades matisacions del blanc.